# Sorghum halepense
Sorghum halepense é uma espécie de planta com flor pertencente à família Poaceae. 
A autoridade científica da espécie é (L.) Pers., tendo sido publicada em Synopsis Plantarum 1: 101. 1805.
É conhecido popularmente como maçambará, peripomonga e sorgo-de-alepo. É uma gramínea que ocorre em regiões tropicais. Possui colmos altos e grossos e folhas compridas com cerca de oitenta centímetros de comprimento por dois a quatro centímetros de largura. Suas flores formam panículas piramidais que florescem no primeiro ano. Pode ser de cultivo anual ou perene.

## Etimologia
"Maçambará" é oriundo do termo quimbundo masã'bala. "Peripomonga" deriva do tupi peripo'mong, "junco pegajoso". "Sorgo-de-alepo" é uma referência à cidade de Alepo, na Síria.

## Portugal
Trata-se de uma espécie presente no território português, nomeadamente em Portugal Continental, no Arquipélago dos Açores e no Arquipélago da Madeira.
Em termos de naturalidade é introduzida nas três regiões atrás referidas.

## Protecção
Encontra-se/Não se encontra protegida por legislação portuguesa ou da Comunidade Europeia, nomeadadamente pelo Anexo  da Directiva Habitats e pelo Anexo  da Convenção sobre a Vida Selvagem e os Habitats Naturais na Europa e pelo .